# Abu Talha
Abu Talha (arab. ابو طلحة) – miejscowość w Syrii, w muhafazie Idlib. W 2004 roku liczyła 1087 mieszkańców.